# 札幌育種場競馬場

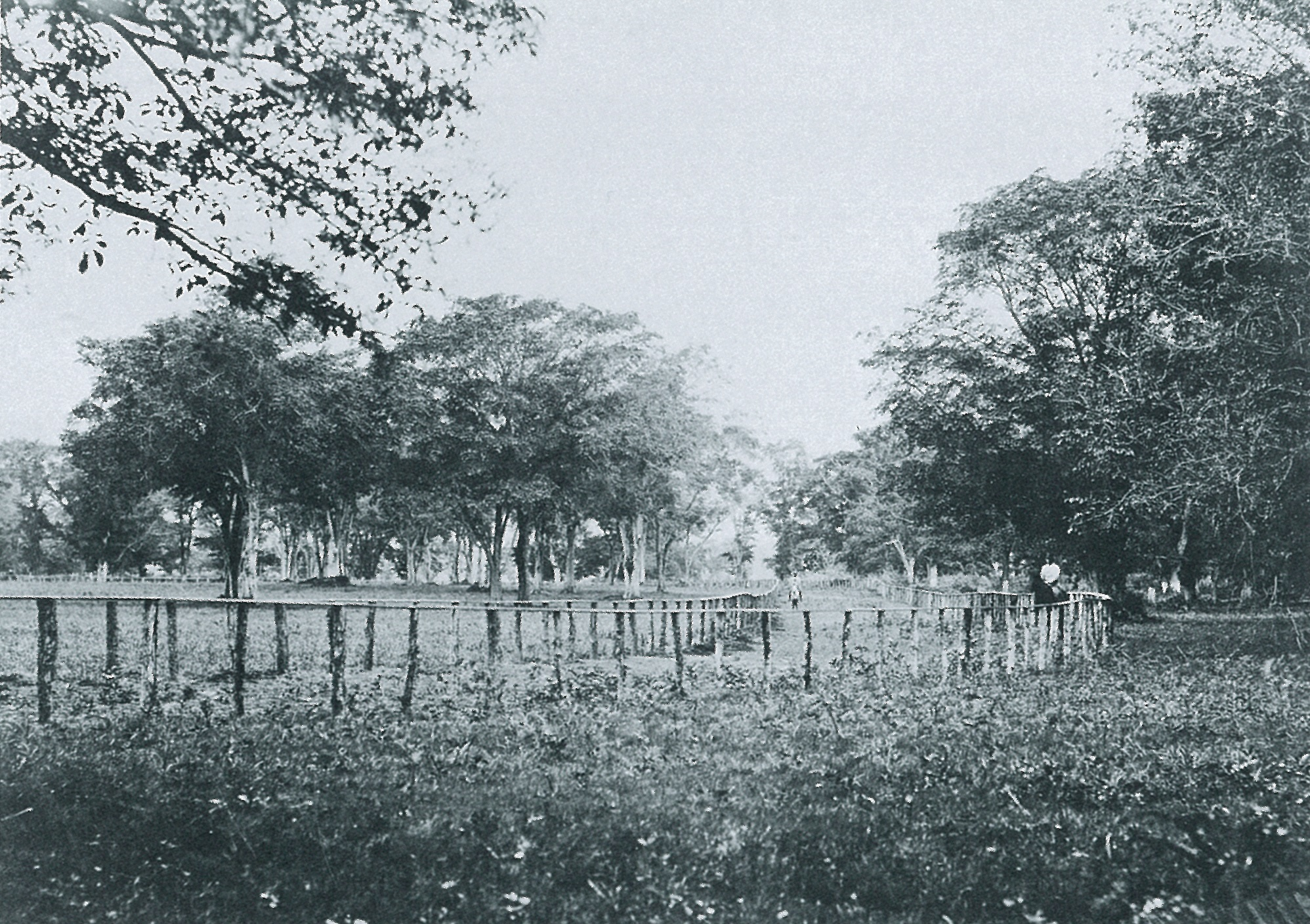
札幌育種場競馬場

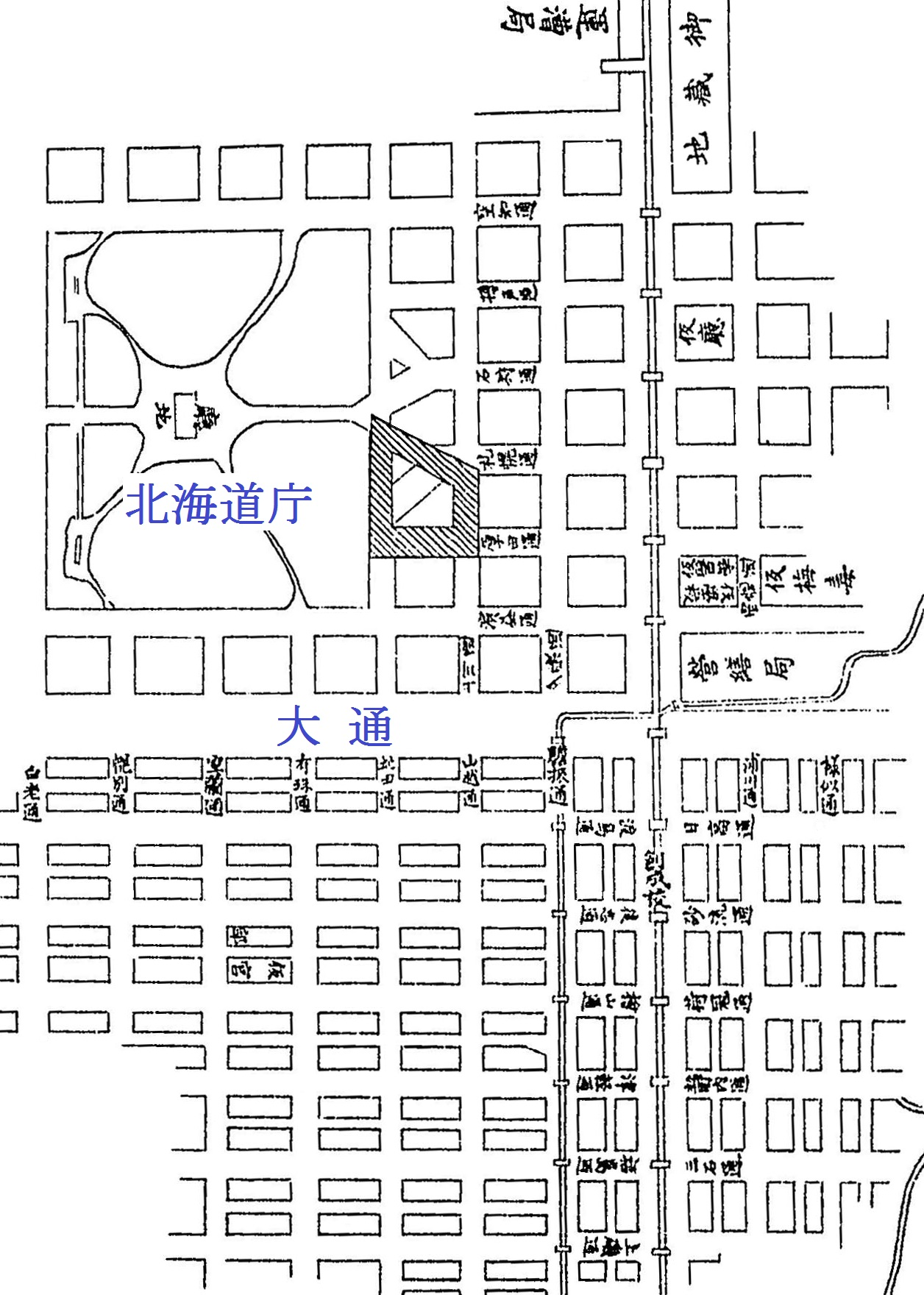
明治8年の札幌　開拓使(道庁)の東隣り、大通の上の斜線を引いた台形部分が仮の馬場。一周は約545メートル 見たとおりまともな競馬が出来る馬場ではないのですぐに札幌育種場競馬場が建設される。

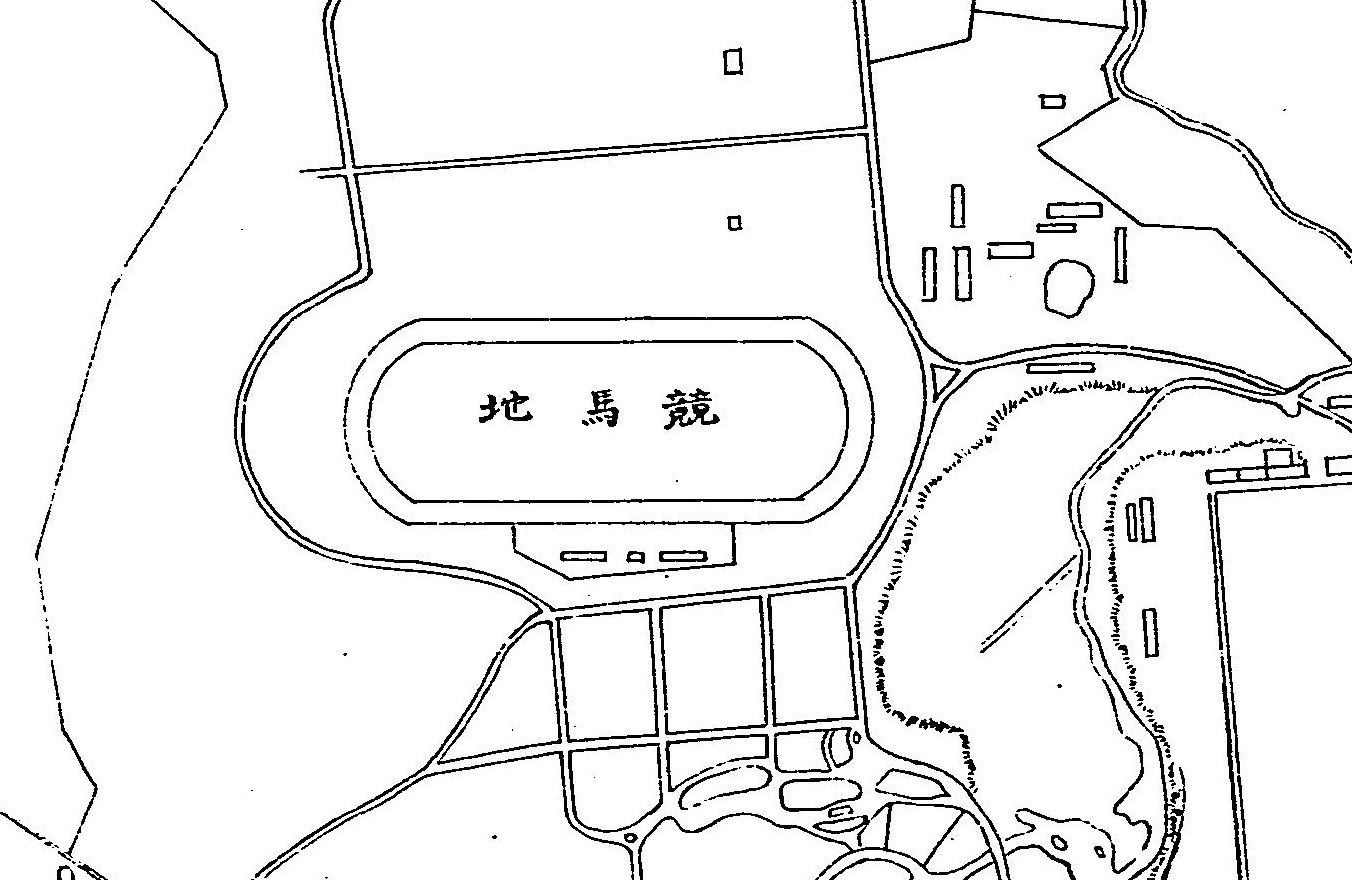
明治11年　現在の北海道大学構内にあたる場所にあった札幌育種場競馬場図　一周約800メートル

札幌育種場競馬場（さっぽろいくしゅじょうけいばじょう）は、1878年（明治11年)から1887年（明治20年）まで存在した1周約800メートルの競馬場。現在の北海道札幌市北区、北海道大学の構内にあたる位置にあった。
周回コースの競馬場としては横浜新田競馬場や横浜競馬場、神戸居留地競馬、招魂社競馬などに次ぎ日本でも最初期の競馬場の一つである。運営は北海道開拓使およびその官吏。1887年（明治20年）移転して中島遊園地競馬場となった。

## 札幌における競馬の始まり
札幌における競馬で記録に残るものの最初は1872年(明治5年)9月14日札幌神社の祭礼の際に行われたものである。
北海道には江戸時代から虻田に乗用馬の牧場があったが、明治新政府が1871年（明治3年）にこれを廃止し、牧場の馬を札幌の庶民に払い下げた。開拓民の多くはこの時はじめて馬を所有するようになった。翌1872年、北海道で初めての一宮として札幌神社が誕生すると、当時の開拓長官黒田清隆は、札幌神社の祭礼にあたっては、官民とも仕事を休んで参拝・遥拝するように全道に命じた。これに応じ、開拓民は払い下げられたばかりの馬に乗って札幌神社に向かったが、その往還路にあたる琴似街道（銭函街道ともいう、のちの北海道道453号西野白石線）で「自然発生的に」行われたのが札幌での競馬の濫觴とされている。
このときの競馬は、琴似街道の直線部分300間約545メートル（現在の札幌市立円山小学校前、西25丁目通りの南1条から北5条まで ）で行われ、祭礼に来るのに農耕馬や荷役馬に乗ってきた近郊の農民など数十騎が早さを競ったものである。
当時の札幌周辺の農民は東北諸藩の元武士（戊辰戦争の負け組）だった者が多く、元武士ゆえに騎乗を心得ているものが多く、また農作業や荷役に馬は欠かせないものだったため馬を所有している農民が多かったものと考えられている。ただし、この明治5年の競馬は一般道路で行い、規則も定めず、取り仕切る役員もなく、賞品賞金もなく、馬によっては鞍すらも付けてないという競走だった。つまり近代競馬とは比べようもない草競馬・遊びのようなものだった。
1873年（明治6年）7月9日と1874年（明治7年）8月15日の札幌神社の祭礼の際にも同じ琴似街道で有志が競馬を行ったが、明治6-7年の競馬では時の開拓判官松本十郎
が参加している。
自身が乗馬好きで乗馬術に長けた松本は馬に乗って琴似街道の競馬を指揮し、スタートの合図も行い、自ら騎乗して範も示した。このため明治6-7年の琴似街道の競馬は整然と行われた。明治6-7年の琴似街道の競馬は参加が30頭、少なくとも20頭は参加し、1日にレースは繰り返し行われ、同じ馬が1日に5ないし8回も参加することもあったという。直線の一般道路上で行い、規則も特に定めず、賞品賞金もなく、馬によっては鞍すらもない競馬であるが、この農民や農耕馬を主体に行われた琴似街道競馬が札幌の競馬の始まりであり、松本十郎は札幌競馬の功労者であるとされている。
この明治5-7年に有志で行われていた琴似街道（銭函街道）の競馬は、北海道の馬の貧弱な体格に悩み馬匹改良を求めていた開拓使の目的と一致し、明治8年からは場所を変え開拓使の官吏によって執り行われるようになった。明治8年の競馬は札幌中心に近い空知通り（北6条通り）で距離300間約545メートルで行われた。（つまり官営となった明治8年も道路を利用した直線レースである）
1876年(明治9年)になると、北海道庁前の北2条西4丁目から北3条西4丁目（現代では札幌駅から札幌駅前通りを400メートル程度行った一等地である）のホップ園を台形に囲んだ馬場を作り、仮設のスタンドも作って競馬を行った。これも1周300間約545メートル程度の馬場である。出場する馬は官馬20頭。この時までにすでに街道競馬を数年行っていたので競馬は札幌住民にとって身近なものになり、また馬を飼うことが広まりこの当時の札幌住民の多くは馬を飼っていたという（広大で開発が進んでいないこの当時の北海道では馬は必需品になっていた。札幌南1条通りの商家で馬繋杭のない商家は無いほどだったともいう）
札幌住民の競馬人気に加え、馬匹改良の必要をますます感じた開拓使では、勧業課・工業課・屯田事務所が協力して新馬場を建設することになった。1877年(明治10年)、お雇い外国人である獣医師エドウィン・ダンらの意見を取り入れ、開拓使育種場（1878年札幌育種場に改称。）に本格的な競馬が可能な競馬場の建設を始めた。（それまでの街道やホップ園の競馬は距離も短く整地もされておらず全力疾走する競馬は不可能だった）

## 札幌育種場競馬場
官営として始まった札幌育種場競馬場は1878年(明治11年)完成する。（現代の北海道大学構内）一周は約1/2マイル（約800メートル）で、競馬規則を定めて春季競馬を開催する。この時から毎年6月の札幌神社祭礼と8月2・3日の屯田兵招魂祭の際に各二日間の競馬を行うこととなった。
常設の競馬場が出来たため、1879年(明治12年)官主導で共同競馬会社が創立される（同年、東京で作られた共同競馬会社とは同名であるが無関係。この名になった由来は不明である。会社と言っても現代でいう会社ではなくクラブである）。東京の共同競馬会社と紛らわしいので本稿では札幌共同競馬会社とする。札幌共同競馬会社では競馬を行うことで駿馬の生産を促し、駿馬を増やすことで農業、荷役、軍事に欠かせない馬匹の改良に益し日本の国勢を増すことに貢献するという趣旨で設立された。会員には上級官吏の多くが加わったという。札幌共同競馬会社は後の札幌競馬倶楽部の発端となる組織である。
札幌共同競馬会社は札幌育種場競馬場において毎年、春と秋に各2日間競馬を開催した。1879年(明治12年)頃は北海道の馬の総数は増えていたが在来の駄馬が多く、競馬に参加できるような良馬は少なく、札幌育種場競馬に参加したのは屯田軍馬と開拓使の官馬が主で民間の馬も少数加わり30頭前後だったという。レースは一日に7-8回行う（一場所2日間）。レースは3頭立てから多いものでは7-8頭立てで、距離は1/2マイル（1周）から1マイル（2周）で行われ、馬によっては1日に6-7回も出場する馬もいたという。札幌育種場競馬では賞金賞品を出し、一着は20円から10円程度、2着は5円、3着は3円程度で、多くは賞金ではなく相当額の賞品を与え農具・馬具が多かったという。
運営資金
1879年(明治12年)から札幌育種場競馬を主幸する札幌共同競馬会社は競馬の運営資金を、一部は開拓使からの補助をうけ、あるいは会員の官吏からはその月給の1割を徴収し、また出走馬からは出走料として賞金の5％相当額を取り、一般観客からも入場料をとって賄った。上級官吏の多くは札幌共同競馬会社会員だったので、上級官吏は賦課的に月給から1割取られたわけである。
天覧競馬
明治天皇は1881年(明治14年)に北海道を巡幸したが、8月31日の最終目的地は札幌育種場競馬だった。この日、明治天皇は北白川宮、有栖川宮、大隈重信、大木喬任、黒田清隆を始め多くの者を引き連れて午後2時10分に来場し、午後5時20分に引き上げるまでに競馬3番組や北海道産の良馬、アイヌの野馬捕獲術などを天覧した。天覧競馬の番組表は現代に残っており、競馬の第1競走は5頭立てで距離は440間（800メートル）、第2競走は3頭立てで距離は550間（1000メートル),第3競走は5頭立て距離は440間（800メートル）。出場馬の体高も明記されておりもっとも背の低い馬は4尺2寸(127センチ)、高い馬でも4尺5寸(136センチ)。競馬3番組のうち騎手阿部哲三が2勝して白羽二重一疋、1勝した騎手橋野新太郎には白羽二重一反、アイヌには晒布一匹が与えられた。
明治天皇が競馬をご覧になったことで札幌育種場競馬の人気はますます上がり、また札幌住民で馬を飼うものもますます増え、馬匹の改良も進んだという。種馬として外国産馬の輸入もあり、1872年(明治5年)には全道で9200頭余りだった馬が1882年（明治15年）には33000頭余りに増えたという。1882年(明治15年)には小松宮が札幌育種場競馬を観戦している
しかし、明治天皇の1881年（明治14年）の行幸で盛り上がった札幌育種場競馬は翌1882年(明治15年)にはいきなり危機を迎える。政府は開拓使を廃止し、代わりに札幌県、函館県、根室県の3県を北海道に設置する(三県一局時代)。開拓使とその官吏によって運営されていた札幌育種場競馬は運営母体を無くし廃絶の危機に陥る。
この危機に際して屯田兵本部長である陸軍少将永山武四郎は馬匹の改良には競馬は欠かせないと主張し、全道に競馬存続を訴える趣意書を発布した。永山武四郎とそれに賛同した者たちによって札幌育種場競馬は継続される。永山武四郎は札幌の競馬の主幸者として札幌共同競馬会社の会長を10年にわたって務め、また競走馬ばかりでなく一般馬や軍馬の改良・増産にも力を注いでいる。
永山武四郎配下の屯田兵は競馬を好む者が多かったが、特に山鼻村は良馬を量産し、秀でた騎手もたくさん出している。この当時に札幌育種場競馬に登場した屯田兵本部の軍馬「英」（はなぶさ）は秀でて、「英」は後に東京に進出し当時最強の日本馬とうたわれた。。
永山武四郎や屯田兵たちの努力で札幌育種場競馬は継続し馬匹の改良も進むが、1886年(明治19年)、札幌県、函館県、根室県の3県を廃止して北海道庁が置かれる。それに伴い競馬場を移転することになった。1887年(明治20年)中島遊園地に競馬場を設けるとともに、札幌育種場競馬場は廃止される。
1872年（明治5年）に街道レースで始まった札幌の競馬は1878年（明治11年）札幌育種場競馬場で近代競馬としての形態を整え、1887年（明治20年）に始まる中島遊園地競馬場にその歴史を引き継ぐ。

## 資料
札幌育種場競馬場についてまとまった資料で古いものには時岡 剛 編纂『札幌競馬沿革史』がある。後の帝国競馬協会や日本中央競馬会の資料は『札幌競馬沿革史』を底本にしている。ただし、『札幌競馬沿革史』の記述にも一部誤記があり帝国競馬協会や日本中央競馬会の資料は新たな資料も合わせて検討を加えている。